# Zoran Stančič
Zoran Stančič, slovenski geodet in politik, * 13. november 1962.
Od 1986 do 1992 je bil mladi raziskovalec na Oddelku za arheologijo Filozofske fakultete Univerze v Ljubljani. V tem času je raziskoval tudi na Tehnični univerzi v Delftu ter na Arkansas Univerzi v Fayetevillu.   
Pozneje se je zaposlil na Znanstvenoraziskovalnem centru Slovenske akademije znanosti in umetnosti (ZRC SAZU), kjer je pozneje ustanovil tudi Center za prostorske študije. V tem času je delal kot pomočnik direktorja za mednarodno sodelovanje, od konca leta 1999 do srede 2000 pa je bil namestnik direktorja ZRC SAZU. Raziskoval je uporabo fotorametrije in geografskih informacijskih sistemov v arheologiji, predaval pa je na Oddelku za arheologijo, Oddelku za geodezijo in Oddelku za obramboslovje na Univerzi v Ljubljani ter na številnih univerzah v tujini.   
Od oktobra 2000 in do oktobra 2004 je bil državni sekretar Republike Slovenije odgovoren za znanost na Ministrstvu za šolstvo, znanost in šport Republike Slovenije. Leta 2004 je postal Namestnik generalnega direktorja na Generalnem direktoratu za raziskave pri Evropski komisiji v Bruslju. Od leta 2009 do 2015 je bil Namestnik generalnega direktorja na Generalnem direktoratu za informacijsko družbo in medije pri Evropski komisiji. Od leta 2016 vodi Predstavništvo Evropske komisije v Sloveniji.  